# Gerhard Fischer (uitvinder)
Gerhard Fischer was een Duits-Amerikaans ingenieur en uitvinder van de draagbare metaaldetector. Na zijn opleiding aan de universiteit van Dresden vestigde hij zich in de Verenigde Staten. Daar hield hij zich bezig met apparatuur voor vliegtuigen om door middel van radiogolven hun richting te zoeken (aircraft radio direction finders). Hij ontdekte dat zijn instrumenten ook reageerden op de aanwezigheid van metalen in de bodem en vroeg patent aan op deze vinding. Fischer ontwikkelde een draagbare versie van zijn apparaat dat hij in 1931 in een eigen bedrijf, Fisher Research Laboratory, ging maken.
Het basisprincipe van de metaaldetectie was al in de 19e eeuw bekend en werd door Alexander Graham Bell toegepast in een apparaat om kogels in het menselijk lichaam (specifiek dat van de Amerikaanse president James Garfield) op te sporen. Na de ontdekking van de röntgenstralen in 1895 raakte dit apparaat in onbruik. Omdat er geen rechten op waren vastgelegd kon Fischer eind jaren twintig op zijn eigen apparatuur patent verkrijgen.
Hoewel Fischer in eerste instantie zijn metaaldetector zag als middel om naar ertsen te zoeken werd het apparaat vooral bekend in de Tweede Wereldoorlog als instrument om mijnen op te sporen.